# 谷堆乡 (淮滨县)
谷堆乡，是中华人民共和国河南省信阳市淮滨县下辖的一个乡镇级行政单位。

## 行政区划
谷堆乡下辖以下地区：
谷堆村、巴湾村、冷营村、栗园村、沙湾村、孙岗村、唐店村、图益村、王围村、吴营村、徐围村、杜湾村、杜营村、符营村、洪营村、老关村、刘楼村、刘营村、申营村、下元村、涂营村、杨湾村、周庄村、朱湾村和朱营村。